# كونستانتين أنجيليسكو
كونستانتين أنجيليسكو (بالرومانية: Constantin Angelesco) (1870-1948) وهو سياسي روماني الذي شغل منصب رئيس وزراء مؤقت لرومانيا لمدة خمسة أيام، بين 30 ديسمبر 1933 و3 يناير 1934.